# Hubert Dijk
Hubert Dijk (Amersfoort, 8 augustus 1978) is een Nederlands voormalig voetballer die uitkwam voor Go Ahead Eagles en FC Oss. Hij speelde als aanvaller.